# Archéparchie de Jérusalem des Melkites
L'archéparchie de Jérusalem des Melkites (en latin Hierosolymitana Melchitarum) est une éparchie de l'Église grecque-catholique melkite, qui a été érigée canoniquement le 24 mai 1848 par le patriarche Maxime III Mazloum.
Le 9 février 2018, Yasser Ayyash est élu vicaire patriarcal de Jérusalem par le synode des évêques melkite, succédant à l'archevêque Joseph Jules Zerey (it), et nommé Protosyncelle de l'archéparchie par le pape François,,,.